# Sebastian Ghinga
Sebastian Marinel Ghinga (sinh ngày 12 tháng 2 năm 1987) là một cầu thủ bóng đá người România thi đấu cho Sepsi Sfântu Gheorghe.